# 니시나카지마촌 (니가타현)
니시나카지마촌(西中島村)은 니가타현 미나미우오누마군에 설치되었던 촌이다. 현재의 미나미우오누마시에 해당한다.